# Registre du commerce et des sociétés
In Frankreich müssen sämtliche natürlichen und juristischen Personen, die ein Gewerbe betreiben, im Handels- und Gesellschaftsregister (Registre du Commerce et des Sociétés – RCS) eingetragen werden. Das RCS wird beim Rechtspfleger (französisch: Greffe) eines besonderen Handelsgerichtes oder eines anderen zuständigen Gerichtes geführt.
Die Handelsregister der verschiedenen Gerichte sind beim RNCS (Registre National du Commerce et des Sociétés) zusammengefasst, und zwar durch das Patentamt Institut national de la propriété industrielle (INPI). Das Handelsregister wurde aus dem deutschen Recht übernommen, nachdem man trotz der sonstigen ungünstigen Erfahrungen des Zweiten Weltkrieges merkte, dass dieses System funktionierte.

## Geschichte
Ein Handels- und Unternehmensregister besteht in Frankreich seit 1909. Seit 2003 untersteht es dem Justizminister. Es wird in dessen Auftrag von der wirtschaftlichen Interessengemeinschaft GIE RCSL geführt. Seither wird das Register vollständig auf EDV umgestellt und es können Dokumente auf der RCS-Website eingesehen werden. Die früheren Dokumente werden derzeit digitalisiert und der Öffentlichkeit nach und nach zugänglich gemacht.

## Gliederung
Das RCS gliedert sich in vier für diesen Bereich zentrale Abteilungen,
- RCS A (R.C.S. A): Natürliche Personen, soweit diese Kaufleute sind und ein Handelsgewerbe betreiben;
- RCS B (R.C.S. B): Handelsgesellschaften
- RCS C (R.C.S. C): Groupements d‘Intérêt Economique (GIE)
- RCS D (R.C.S. D): Bürgerliche Gesellschaften

Das Register ist öffentlich und kann von jedermann eingesehen werden. Die Handelsregisternummer ist nunmehr identisch mit dem SIREN-Code, welcher von INSEE vergeben wird. Darüber hinaus gibt es die SIRET, diese besteht aus der SIREN mit fünf angehängten Stellen und bezeichnet die Betriebsstätte. Hat ein Unternehmen mehrere Betriebstätten, hat es also eine SIREN und zwei SIRET.

## Eintragungen
In Frankreich gibt es im Wesentlichen folgende Rechtsformen für Unternehmen:
- Société à responsabilité limitée (SARL), entspricht einer GmbH
- Entreprise unipersonnelle à responsabilité limitée (EURL), entspricht Einpersonen-GmbH
- Société par actions simplifiée (SAS), einfache Aktiengesellschaft
- Société Anonyme (SA), Aktiengesellschaft mit Aufsichtsrat
- Societas Europaea (SE), Europäische Aktiengesellschaft
- Société en nom collectif (SNC), Offene Handelsgesellschaft
- Société en commandite (SCS), Kommanditgesellschaft
- Société en Commandite par Actions (SCA), entspricht einer deutschen Kommanditgesellschaft auf Aktien (KGaA)
- Société coopérative à forme anonyme, französische Genossenschaft
- Societas Cooperativa Europaea (SCE), Europäische Genossenschaft

Besondere Gesellschaftsformen sind:
- SCI (Société civile immobilière)
- Société Civile de Moyens
- Société Civile Professionnelle

Die Einzelfirmen werden kategorisiert in
- Commerçant (Kaufmann)
- Artisan (Handwerker)
- Artisan Commerçant (Handwerker, der auch einen Handel betreibt)
- Agent commercial (Handelsvertreter)

Das Handelsregister enthält – je nach Rechtsform unterschiedlich – folgende Informationen:
- Firma und Sitz
- Tätigkeit
- Organe (Verwaltungsrat, Gesellschafter etc.)
- eingezahltes Kapital (Aktienkapital, Stammkapital etc.)
- zeichnungsberechtigte Personen

## Publikation
Eintragungen erfolgen im Journal Officiel. Eintragungen erfolgen nur auf Französisch und sind im Internet einsehbar.

## Auszug
Der aus dem deutschen Recht bekannte Handelsregisterauszug ist in Frankreich der Extrait K für Einzelunternehmen und der Extrait Kbis für juristische Personen. Der Extrait Kbis gilt in Frankreich als Ausweis über die Existenz einer Firma, es ist das einzige legale Dokument, das die Existenz einer Firma beweist. In den meisten Fällen werden in Frankreich deshalb Extraits Kbis gefordert, die nicht älter als drei Monate sind.